# Mary MacSwiney
Pour les articles homonymes, voir MacSwiney.
Mary MacSwiney (en irlandais : Máire Nic Shuibhne), née le 27 mars 1872, morte le 8 mars 1942, est une militante indépendantiste, femme politique républicaine irlandaise, féministe, trois fois élue députée, vice-présidente du Sinn Féin et enseignante.
Très connue lorsque son frère Terence MacSwiney, alors lord-maire de Cork, fait la grève de la faim pour protester contre la politique britannique en Irlande, Mary MacSwiney, en compagnie de sa belle-sœur Muriel MacSwiney, veille sur son frère et devient la porte-parole de sa lutte. Terence MacSwiney meurt finalement en octobre 1920, et Mary MacSwiney se met à agir comme la gardienne officieuse de son héritage.
Elle devient une avocate déterminée de la cause républicaine irlandaise. Elle part en 1921 aux États-Unis avec sa belle-sœur pour une campagne de sensibilisation de sept mois au profit du mouvement indépendantiste irlandais. Elle est élue au Dáil Eireann, le parlement irlandais, pendant la guerre d'indépendance irlandaise. Au cours des débats sur le traité anglo-irlandais, Mary MacSwiney est une des opposantes les plus virulentes à l'accord de paix proposé entre les Britanniques et les Irlandais. Au cours de la guerre civile irlandaise qui s'ensuit, elle soutient l'IRA anti-traité, est emprisonnée et participe à deux grèves de la faim.
Après la scission du Sinn Féin et de Fianna Fáil en 1926, elle devient vice-présidente du Sinn Féin en 1927. Le Sinn Féin et les républicains extrémistes sont de plus en plus isolés politiquement dans la décennie après la scission, mais Mary MacSwiney approuve la violence menée par l'IRA. Vers la fin de sa vie, elle approuve officiellement la direction de l'IRA pendant la Seconde Guerre mondiale sous Seán Russell, qui mène le "S-Plan", une campagne de pose de bombes et de sabotages en Irlande du Nord et en Angleterre en 1938-1939.

## Biographie
Mary MacSwiney naît à Londres d'un père irlandais et d'une mère anglaise. Elle retourne à six ans en Irlande avec sa famille, et va en classe à la St Angela's School de Cork. Son père est un fervent nationaliste irlandais et transmet ces valeurs à tous ses enfants, y compris à sa fille Mary.
Pendant son enfance, une grave infection à la jambe provoque la perte d'un de ses pieds, qui doit être amputé, ce qui retarde son éducation.

### Enseignante
Elle obtient à vingt ans un poste d'enseignante dans une école privée en Angleterre. Elle bénéficie d'un prêt de la Students' Aid Society en Irlande, puis étudie à l'Université de Cambridge, qui était normalement réservée aux hommes. Elle enseigne l'anglais dans des écoles tenues par des religieuses, à Hillside près de Farnborough puis à Ventnor dans l'île de Wight. Elle envisage de devenir religieuse, et commence alors un noviciat d'un an chez les Oblates de Saint Benoît, à Ventnor.
Après la mort de sa mère en 1904, elle retourne à Cork pour s'occuper de ses plus jeunes frères et sœurs de sa famille et prend un poste à St Angela's où elle avait été élève,.

### Militantisme pour le droit de vote féminin et la République
Mary MacSwiney participe à la première réunion de la Munster Women's Franchise League, et devient membre du comité de la ligue. Elle s'oppose aux autres membres à propos du suffrage féminin irlandais, et ses opinions nationalistes les irritent.
Son jeune frère Terence MacSwiney l'influençant fortement, elle rejoint la Ligue gaélique et l'association féministe irlandaise radicale Inghinidhe na hÉireann.
Après que son frère Terence et Tomás MacCurtain aient fondé à Cork une branche des Irish Volunteers, Mary à son tour fonde en 1914 dans la même ville une branche de Cumann na mBan ; catte décision qui l'amène à quitter la Munster Women's Franchise League. À la fin de la même année, Mary MacSwiney dénonce la domination britannique lors de la convention générale, en novembre 1914.
Pendant l'insurrection de Pâques 1916, la confusion est grande à Cork pour savoir si les Volontaires doivent se mobiliser ou pas, à cause d'ordres contradictoires. Ne sachant que faire, Terence MacSwiney et d'autres volontaires se rendent au Volunteers Hall de la ville, où ils sont arrêtés par les autorités britanniques. Mary MacSwiney, qui avait diffusé des messages pour les volontaires, essaye de reprendre l'enseignement à St Angela, mais est arrêtée peu après en plein cours. En conséquence, elle est renvoyée de son poste d'enseignante à cause de ses activités républicaines. À sa sortie de prison plusieurs mois après, elle refonde avec sa sœur Annie l'école Scoil Íte, une école liée à l'école St. Enda de Patrick Pearse, une Gaelscoil où elle va s'impliquer pour le reste de sa vie.
Mary MacSwiney est élue en 1917 au bureau exécutif national de Cumann na mBan réorganisé. Cette élection marque son influence croissante dans la branche féminine du mouvement républicain.

### Décès de Terence MacSwiney, elle devient députée

Terence MacSwiney meurt d'une grève de la faim en 1920, protestant contre le mauvais traitement des républicains irlandais

Pendant l'été 1920, plusieurs républicains irlandais emprisonnés entament une grève de la faim, notamment le lord-maire de Cork, Terence MacSwiney, le frère de Mary. Le gouvernement britannique décide de ne pas céder aux revendications des grévistes, craignant que cela ne contribue à une révolution généralisée en Irlande. Terence MacSwiney commence sa grève de la faim le 12 août, cette grève devient rapidement une cause célèbre internationale, faisant l'objet de reportages dans le monde entier. Terence MacSwiney meurt finalement le 25 octobre 1920 ; il est considéré comme un martyr par le mouvement nationaliste irlandais revigoré.
Tout au long de la grève de Terence MacSwiney, ses sœurs Mary et Annie, ainsi que Muriel l'épouse de Terence, veillent sur lui, le visitent chaque jour, et sont amenées à prendre un plus grand rôle comme militantes républicaines. Elles sont toutes les trois profondément traumatisées par la mort de Terence, et deviennent ensuite des extrémistes du républicanisme irlandais, Mary étant peut-être la plus extrémiste.

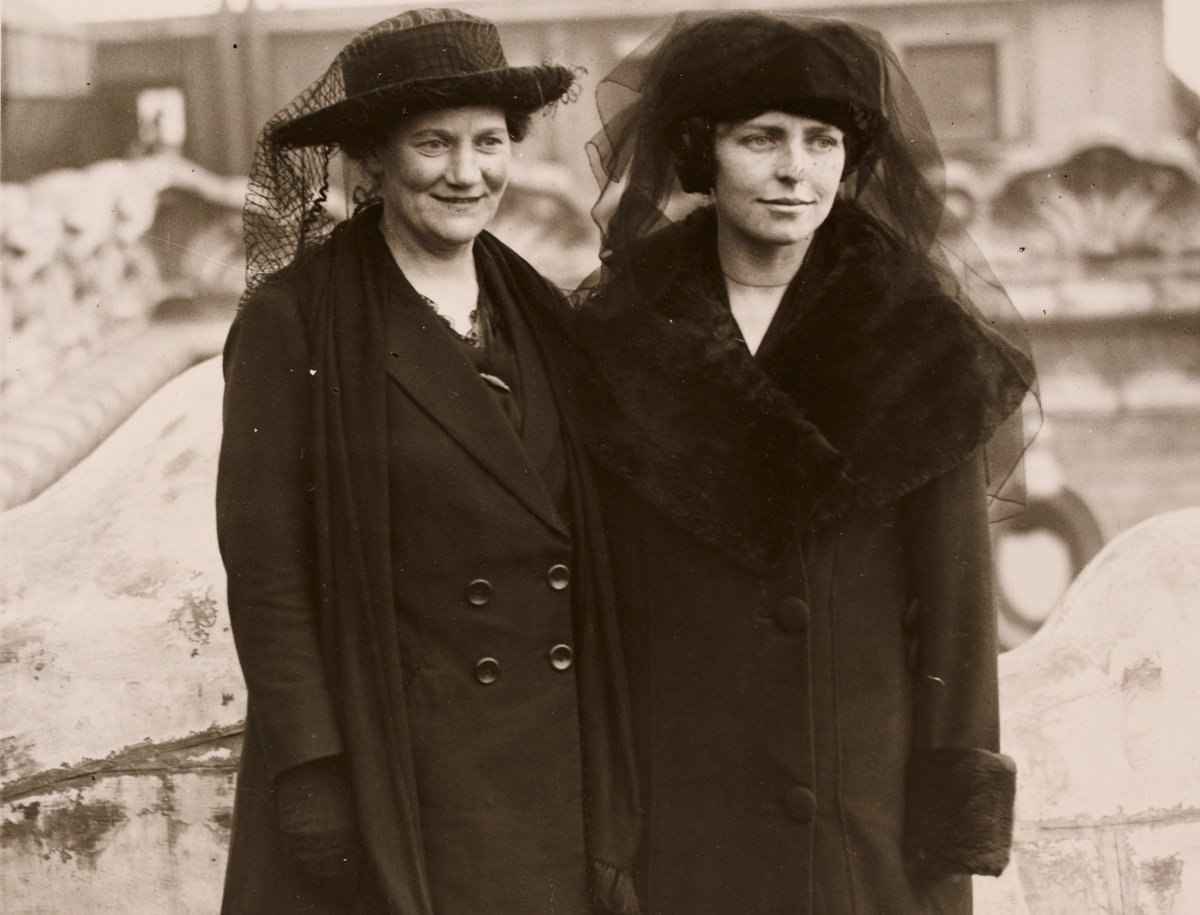
Mary (à gauche) et Muriel MacSwiney lors d'une campagne aux États-Unis en 1920

À la suite de la mort de Terance, Mary et Muriel MacSwiney partent pour une tournée de sept mois aux États-Unis, destinée à sensibiliser le public américain à la cause irlandaise. Pendant cette tournée, elle témoigne notamment à Washington, devant la Commission américaine, sur les conditions en Irlande.
Aux élections irlandaises de 1921, Mary MacSwiney est élue au parlement irlandais (le Dáil Éireann) pour le Sinn Féin dans la circonscription de Cork Borough, prenant le siège qu'avait autrefois  occupé son frère Un autre frère, Seán, est également été élu au Dáil dans une autre circonscription de Cork.

### Opposition au traité anglo-irlandais
À la fin de 1921, les Irlandais et les Britanniques entament à Londres des discussions sur des conditions de paix. En octobre 1921, une deuxième délégation doit être envoyée à Londres, qui doit inclure Michael Collins. Mary MacSwiney, qui lui est implacablement opposée, supplie Éamon de Valera d'être autorisée à partir. Éamon de Valera refuse car il la trouve « trop extrémiste ».
Après la signature du traité anglo-irlandais, Mary MacSwiney exprime clairement son opposition radicale lors des débats au Dáil entre décembre 1921 et janvier 1922, déclarant qu'elle préfère reprendre la guerre [réf. souhaitée]:

« Cette question nous a été présentée comme le traité ou la guerre. Je dis maintenant que si c'est la guerre, je la ferais avec joie et plaisir, pas avec désinvolture, mais avec joie, parce que je me rends compte qu'il y a des maux pires que la guerre, et qu'aucune victoire physique ne peut compenser une reddition spirituelle. »

Le 21 décembre 1921, Mary MacSwiney parle contre le traité pendant 2 heures et 41 minutes. C'est le plus long discours de tous ces débats ; elle critique l'accord sous tous les angles. Le discours de Mary MacSwiney provoque la colère de nombreux députés pro-traités, dont Arthur Griffith et Ernest Blythe. Finalement, les députés votent pour l'approbation du traité, par 64 voix contre 57. Le résultat est désastreux pour Mary MacSwiney, qui approuve ensuite publiquement les menaces de violence de l'armée républicaine irlandaise contre les députés favorables au traité.

### Guerre civile irlandaise et grèves de la faim
Malgré le vote du Dáil approuvant le traité, les antagonismes ne sont pas aplanis et se manifestent violemment au cours de la guerre civile irlandaise, avec la scission de l'armée républicaine irlandaise entre armée nationale irlandaise soutenant le nouvel État libre d'Irlande et l'IRA Anti-Traité qui s'y oppose. Mary MacSwiney soutient l'IRA anti-traité.

#### Grève de la faim en novembre 1922
Mary MacSwiney est arrêtée au domicile de Nell Ryan (une maison sécurisée) à Ballsbridge le 4 novembre 1922, après que la maison ait été perquisitionnée par des soldats de l'État libre. Elle est emmenée à la prison de Mountjoy, où elle est incarcérée. Elle commence aussitôt une grève de la faim. Cumann na mBan organise des veillées autour de la prison, en protestation contre l'internement de Mary MacSwiney et d'autres détenues. La Women's Prisoner's Defence League est créée en août 1922 pour protéger leurs droits. Pendant la grève de la faim, elle refuse les visites médicales. Elle se résigne à sa mort ; les détenues signent en commun un « message de Mountjoy ». Son état étant critique, elle reçoit les derniers sacrements, administrés un prêtre catholique. Le gouvernement ne voulant pas laisser mourir des grévistes, elle est libérée,.

#### Grève de la faim d'avril 1923
Elle est de nouveau arrêtée lorsqu'elle se rend aux obsèques de Liam Lynch. Elle est alors emmenée avec Kathleen O'Callaghan à Kilmainham Gaol. Elle commence une autre grève de la faim en avril 1923. Après dix-neuf jours de grève de la faim, elle devait être libérée le 30 avril 1923, mais seule Kathleen O'Callaghan a été libérée, le gouverneur ayant suspendu la décision de libération de Mary MacSwiney. La plupart des femmes en grève de la faim sont alors envoyées au North Dublin Union.
Elle conserve son siège en étant réélue aux élections générales de 1923 ; mais, comme d'autres membres du Sinn Féin, elle refuse d'entrer au parlement.

### Vice-présidente du Sinn Féin
Le Sinn Féin tient en mars 1926 son Ard Fheis annuel ; le sujet à l'ordre du jour est de savoir si le parti doit accepter la légitimité du Dáil et y entrer. Éamon de Valera en est venu à croire que l'abstentionnisme n'est pas une tactique viable et admet maintenant la nécessité de devenir le gouvernement élu du Dáil. Il propose donc une motion pour accepter la Constitution de l'État libre, sous réserve de l'abolition du serment d'allégeance, mais cette motion est rejetée de peu par un vote de 223 voix contre 218, avec Mary MacSwiney parmi ceux qui s'y sont vivement opposés. Éamon de Valera démissionne immédiatement du parti et le quitte en emportant avec lui la grande majorité du soutien au Sinn Féin, et fonde aussitôt un nouveau parti républicain irlandais, Fianna Fáil. À la suite de la scission, Mary MacSwiney devient vice-présidente du Sinn Féin. Elle n'avait pas pensé qu'Éamon de Valera quitterait le parti, croyant qu'il accepterait le vote contre sa motion ; très amère, elle condamne son départ.
Aux élections générales de juin 1927, Mary MacSwiney perd son siège au Dáil, comme tous les autres députés restants du Sinn Féin, ce parti étant complètement éclipsé par le Fianna Fáil. Lorsqu'une deuxième élection générale est organisée la même année, le Sinn Féin n'a pas la possibilité de contester la suprématie du parti rival, car ses fonds sont complètement épuisés. Mary MacSwiney appelle alors au boycott de l'élection, déclarant que « aucun vrai citoyen irlandais ne peut voter pour aucun des autres partis ».
Mary MacSwiney poursuit ses efforts pour relancer le parti, mais lorsque Cumann na nGaedheal perd les élections de 1932, elle estime que la position d'opposition extrême qu'elle avait précédemment adoptée était moins justifiée. Cependant, la séparation du côté républicain ferme se poursuit encore, ses membres dérivant également vers la gauche, ce à quoi elle s'oppose. L'année suivante, Mary MacSwiney démissionne du Cumann na mBan et fonde à la place le Mná na Poblachta. En 1934, elle démissionne du Sinn Féin lorsque le père Michael O'Flanagan en est élu président ; elle conteste sa légitimité puisqu'il est fonctionnaire de l'État libre.

### Soutien renouvelé à l'IRA et à l'action violente
En 1936, l'IRA tue le vice-amiral britannique en retraite Boyle Somerville, âgé de 72 ans, et un informateur présumé, John Egan. Éamon de Valera condamne sans ambiguïté les meurtres, mais Mary MacSwiney tergiverse en déclarant que « si un homme est abattu par l'IRA, il est abattu comme espion ». Cette affaire la pousse à retirer le peu de soutien qu'elle appordait au Fianna Fáil et à soutenir le républicanisme militant violent. Lorsque Seán Russell, le chef d'état-major de l'IRA nouvellement élu, contacte d'anciens membres républicains du 2e Dáil pour l'aider à légitimer sa position, Mary MacSwiney lui répondu et le soutient. En décembre 1938, elle et six autres membres adhèrent à ce qu'ils supposent être le « gouvernement restant légitime de l'Irlande » au Conseil de l'Armée de l'IRA. Sean Russell utilise cette nouvelle légitimité pour « déclarer la guerre » à l'Angleterre et lancer le « S-Plan », une campagne de bombardement de l'Irlande du Nord et de l'Angleterre menée par l'IRA au début de la Seconde Guerre mondiale,.
Mary MacSwiney subit une crise cardiaque en 1939, ce qui entraîne sa mort le 8 mars 1942 à l'âge de 69 ans. Éamon de Valera propose d'y assister, mais sa sœur Annie refuse catégoriquement.

### Vie privée
En 1923, la veuve de Terence MacSwiney, Muriel, quitte définitivement l'Irlande, consternée que l'IRA anti-traité ait perdu la guerre civile irlandaise. Elle s'installe en Europe continentale, avec sa fille Máire, qui grandit principalement en Allemagne, communiquant peu avec la famille MacSwiney, car Muriel s'était brouillé avec eux. Cependant, dans les années 1930, Máire veut retourner en Irlande et prend contact avec Mary MacSwiney. Celle-ci, pour sa part, affirme que Terence, peu avant sa mort, avait placé Máire sous la garde conjointe de Mary et Muriel. Mary se rend en Suisse, où elle rencontre Máire qui s'est enfuie de l'internat, et les deux reviennent ensemble en Irlande. Comme Mary MacSwiney refuse de reconnaître la légitimité de l'État irlandais, elle n'a pas de passeport et Éamon de Valera doit veiller à ce que Mary reçoive un passeport spécial pour lui permettre de voyager.
En apprenant le retour de Máire en Irlande, sa mère Muriel s'engage dans une âpre bataille juridique. La justice irlandaise décide que la vie de Muriel en Europe est trop chaotique pour Máire et que celle-ci doit rester en Irlande avec sa tante Mary.
Máire termine ses études à Scoil Íte, fondée par Mary MacSwiney ; après ses études, elle continue d'y travailler comme enseignante. Son école, les avancées éducatives et le féminisme sont reconnues comme progressistes,.